# Park Narodowy Vatnajökull

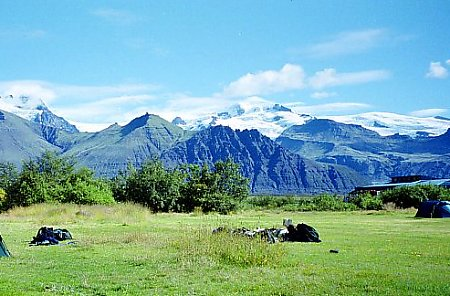
Panorama parku

Park Narodowy Vatnajökull (isl. Vatnajökulsþjóðgarður) – park narodowy w Islandii, zajmujący powierzchnię 12 000 km². Na terenie parku znajduje się lodowiec Vatnajökull – jeden z największych lodowców Europy.
Park został utworzony  czerwca 2008 roku, obejmując tereny dwóch ówczesnych parków narodowych Skaftafell i Jökulsárgljúfur oraz lodowiec Vatnajökull wraz z sąsiadującym obszarem.
Lodowiec Vatnajökull ma formę czapy lodowej i zajmuje powierzchnię 7800 km², stanowiąc największy lodowiec Islandii i jeden z największych w Europie. Z lodowca wypływa większość większych rzek na wyspie, a pod jego kopułą znajduje się jeden z najaktywniejszych wulkanów wyspy. Na terenie parku jest 10 wulkanów, w tym 8 pod lodowcami. Ostatnia erupcja wulkaniczna na terenie parku miała miejsce w 2015 roku.
Park zajmuje powierzchnię 12 000 km², stanowiąc drugi pod względem wielkości park narodowy w Europie.
W 2019 roku park został wpisany na Listę Światowego Dziedzictwa UNESCO. 